# Yakuza (jogo eletrônico)
Yakuza (龍が如く, Ryū ga Gotoku, lit. "Como um Dragão") é um jogo eletrônico de ação e aventura desenvolvido e publicado pela Sega para o PlayStation 2. Ele foi lançado em 2005 no Japão e em setembro de 2006 no resto do mundo. A história segue Kazuma Kiryu, um membro da yakuza que passou dez anos na prisão por um crime que não cometeu.Depois de ser solto, ele descobre que o submundo do crime está procurando por 10 bilhões de ienes que foram roubados do clã Tojo. Ele se depara com uma órfã chamada Haruka que está sendo perseguida pelo clã. Eles acreditam que ela é a chave para encontrar seu dinheiro perdido, e Kiryu decide protegê-la. O jogo se passa em Kamurocho, uma recriação realista do distrito Kabukichō de Tóquio.
Yakuza se passa em um mundo aberto e utiliza elementos de RPG. O jogador ganha pontos de experiência no combate, utilizados para melhorar as capacidades de batalha de Kiryu. Para financiar a cara produção do jogo, a Sega contratou uma campanha tie-in com famosas empresas japonesas. Uma sequência, Yakuza 2, foi lançada no Japão em 2006. Um remake do primeiro jogo, Yakuza Kiwami, foi lançado para PlayStation 3 e PlayStation 4 em 2016.
A recepção crítica foi majoritariamente positiva. Apesar de alguns redatores criticarem suas mecânicas desajeitadas, o jogo foi bem recebido por seus visuais e história. Yakuza foi um sucesso comercial, tendo vendido mais de 1 milhão de unidades. Ele acabou por iniciar uma franquia de jogos eletrônicos.

## Jogabilidade
Yakuza é um jogo de ação e aventura de mundo aberto em terceira pessoa onde o jogador controla Kazuma Kiryu na cidade de Kamurocho. O jogo também incorpora elementos de RPG. Com a experiência adquirida em combate, o jogador pode aumentar o nível dos atributos de Kiryu e melhorar suas capacidades de batalha para realizar ações que causam muito dano a seus inimigos. Yakuza utiliza quick time events durante as lutas.
Apesar de o mapa de Kamurocho mostrar o caminho linear para continuar com a história principal, o jogador pode participar de missões secundárias encontradas pela cidade. O jogo é composto por três modos interconectados chamados Evento, Aventura e Batalha. Em batalhas de encontro, o jogador aleatoriamente encontra inimigos. Vencer essas batalhas dá ao jogador dinheiro, que pode ser usado para comprar equipamentos ou itens de cura. Itens podem ser comprados em lojas baseadas em lojas reais e divididas entre diversas empresas reais.
O modo de batalha inclui a Arena Underground, localizada na área de Purgatório de Kamurocho. Cinemáticas são disponibilizadas depois de completar ações específicas ou derrotar certos personagens durante o modo Aventura. Elas também mostram os objetivos do capítulo. Diversos minijogos são disponíveis dentro do modo Aventura na forma de máquinas de fliperama espalhadas pelo mundo do jogo. Essas incluem uma máquina de garra, uma área para praticar basebol, um cassino (bacará, vinte-e-um e roleta) e pachinko.

## Enredo
O jogo segue a história de Kazuma Kiryu, um yakuza que tem sua vida mudada quando seu chefe, Sohei Dojima, tenta estuprar a amiga de infância de Kiryu, Yumi Sawamura. Quando Dojima é assassinado pelo melhor amigo de Kiryu, o também yakuza Akira Nishikiyama, Kiryu aceita a culpa pelo assassinato, e é preso por dez anos. Durante seu tempo na prisão, Kiryu é expulso de sua organização, o clã Tojo, e Yumi desaparece. Depois de ser libertado, ele descobre que dez bilhões de ienes foram roubados do banco privado do clã Tojo, e que todo o submundo japonês do crime estava agora a procura da fortuna perdida.
Kiryu pergunta a seu ex-capitão e pai adotivo, Shintaro Kazama, sobre o desaparecimento de Yumi. Entretanto, Nishikiyama, que agora controla sua própria gangue, atira em Kazama depois que ele revela que Yumi estava conectada ao dinheiro perdido. Kiryu consegue escapar dos Tojo, que agora o têm como inimigo e põem um preço por sua vida. Sua fuga é auxiliada por um detetive chamado Makoto Date, que estava investigando Kiryu desde a morte de Dojima, e agora investigava o assassinado do terceiro presidente Masaru Sera, o antigo líder do clã Tojo cuja morte havia iniciado uma guerra entre Kazama, Nishikiyama e Futoshi Shimano, um ambicioso chefe da yakuza.
Em sua procura por Yumi, Kiryu encontra uma órfã chamada Haruka Sawamura, que está a procura de sua mãe, Mizuki, que Date identifica como a irmã mais nova de Yumi. Haruka também é perseguida pela yakuza, que acredita que seu pendente, que Yumi deu a ela, é a chave para os dez bilhões perdidos. Kazuma é forçado a protegê-la não apenas de Shimano e Nishikiyama, mas também de Goro Majima, o sádico tenente de Shimano, e da Aliança Omi, uma organização yakuza rival, da Tríade Snake Flower, liderada pelo antigo inimigo de Kiryu, Lau Ka Long, e da MIA, uma grupo misterioso ligado ao governo do Japão.
Eventualmente, Kiryu descobre por Kazama que Haruka é, na verdade, filha de Yumi, e que "Mizuki" é Yumi sob uma identidade falsa. Yumi sofre de amnésia depois que é atacada por Dojima, mas se recupera e se casa com Kyohei Jingu, um político ambicioso que se alia a Sera. Depois de acidentalmente matar um jornalista que havia tentado chantageá-lo com evidências de que ele havia abandonado sua família, Jingu pede a Sera para matá-la. Kazama salva Yumi e convence Sera a se virar contra Jingu, tendo descoberto que este estava se utilizando do clã para lavar os dez milhões para benefício próprio. Shimano arma uma emboscada mas é derrotado por Kiryu; entretanto, Shimano fere mortalmente Kazama com uma granada e seu aliado, o tenente Yukio Terada da Aliança Omi, o mata com o tiro como vingança. Antes de morrer, Kazama confessa a Kiryu que ele havia matado seus pais quando era jovem e que ele de fato operava o Orfanato Sunflower, onde Kiryu cresceu.
Armado com o conhecimento da localização do dinheiro, Kiryu e Haruka vão à Millennium Tower, onde se encontram o Yumi, que já recuperou suas memórias e agora quer destruir o dinheiro com uma bomba. Jingu chega com a MIA e a Aliança Omi, revelando que ele quer destruiu e clã Tojo e se aliar à Aliança para controlar o Japão. Kiryu vence ele e seus homens, mas Nishikiyama chega para desafiá-lo e tomar o dinheiro para si. Kiryu o derrota. Jingu aparece e atira em Yumi, com Nishikiyama o esfaqueando logo a seguir e detonando a bomba ao atirar nela, matando os dois e destruindo todo o andar no processo. Yumi então morre nos braços de Kiryu e, agora com ela, Nishikiyama e Kazama mortos, Kiryu decide voltar à prisão, mas Dato o convence do contrário, lembrando de que ele é o único que pode cuidar de Haruka a partir de agora. O clã Tojo pede a Kiryu para assumir o papel de quarto presidente de acordo com o testamento de Sera, com Kiryu aceitando o papel mas renunciando poucas horas depois e nomeando Terada como novo presidente para reconstruir o clã. A história acaba com Kiryu iniciando uma nova vida como civil com Haruka como sua nova filha adotiva.

## Desenvolvimento

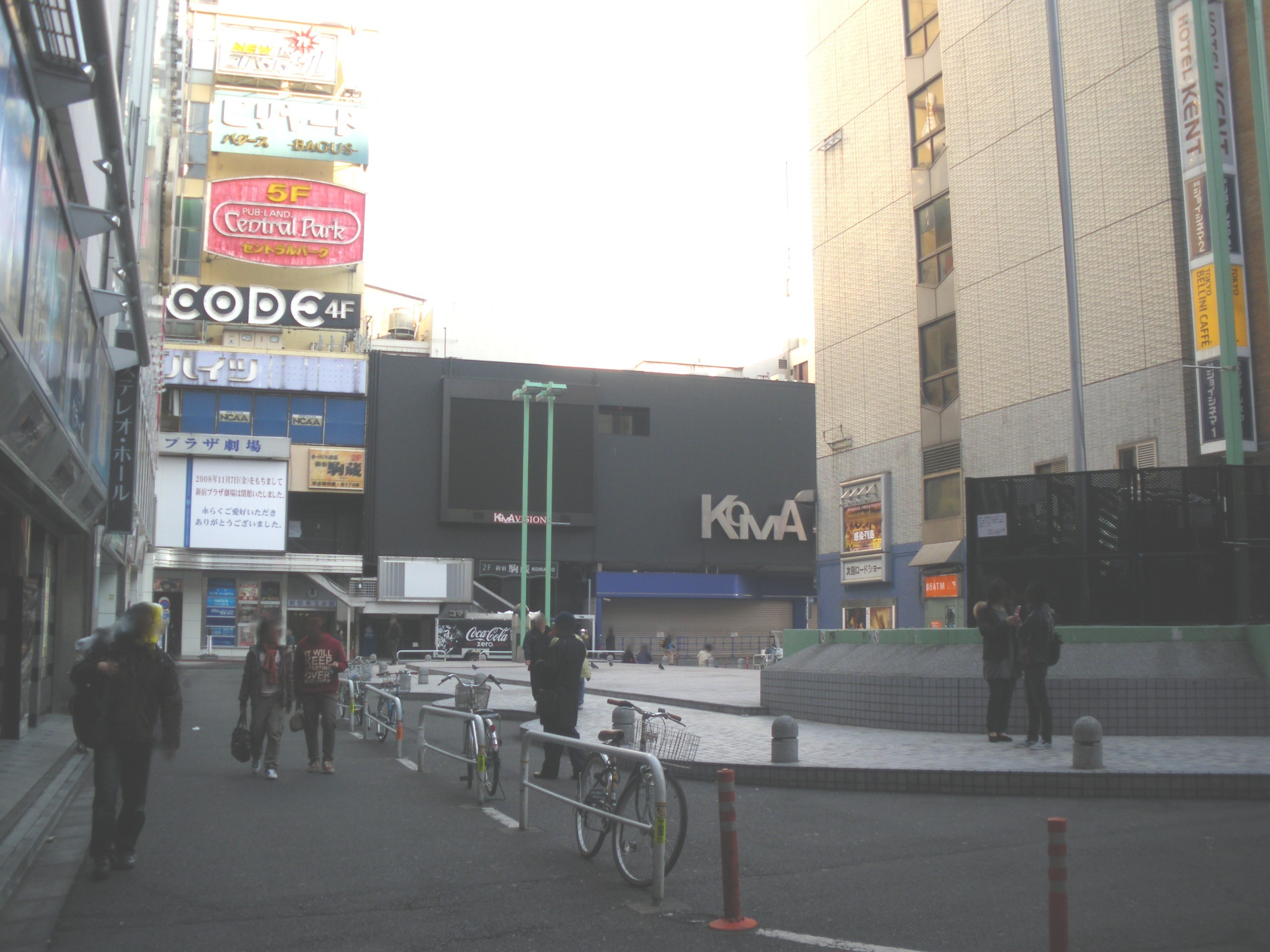
O Cinema Kamuro, modelado com base no Cinema Koma (na foto), é uma locação importante no jogo. Comerciais de TV são mostrados no jogo e podem ser vistos em tela cheia.

O jogo foi citado pela primeira vez em agosto de 2005 como "Project J." Mais tarde naquele mês, detalhes foram anunciados. O produtor Toshihiro Nagoshi explicou, "já há algum tempo, eu quero criar um drama poderoso onde você pode sentir o senso de humanidade," Nagoshi explicou. "Depois de muita ponderação, esse é o produto que criamos." O orçamento do jogo foi de 2,4 bilhões de ienes (aprox. 21 milhões de dólares). Nagoshi escolheu se focar em yakuzas por causa da quantidade de violência que esse tópico costuma incorporar. Isso também foi feito na tentativa de atrair mais jogadores.
A maior parte dos membros da equipe tinham diferentes históricos, como desenvolvedores que tinham suas raízes em jogos para arcade como Virtua Fighter 3 e Super Monkey Ball, e outros que tinham experiência em novos jogos para consoles como Panzer Dragoon e Jet Set Radio. Os membros do time sentiram que isto ia contra suas carreiras, já que o jogo não se encaixava com o que eles haviam feito anteriormente. Nagoshi, entretanto, sentiu que isso foi uma vantagem, fazendo todos começarem do mesmo ponto. Tudo que era feito tinha que passar por Nagoshi primeiro, já que apenas ele tinha uma ideia concreta de como o jogo iria ser.
Durante o desenvolvimento, o time pesquisou boates, que são locações frequentes na história, até mesmo visitando estes clubes, incluindo em Roppongi e Kabukichō. A localização fictícia de Kamurocho no jogo foi rigorosamente baseada no distrito de luz vermelha de Kabukichō em Tóquio. A equipe de desenvolvimento queria retratar a yakuza com muita precisão, especialmente sua obsessão com jingi, seu código de honra. Originalmente, o jogo tinha cenas onde dedos mínimos eram cortados, uma punição tradicional, mas essas cenas foram removidas para que a organização de classificação indicativa do Japão, CERO, desse uma classificação indicativa favorável a Yakuza. Apesar de utilizar os esquemas de jogabilidade de um dos jogos anteriores de Nagoshi, Spikeout, como base para o combate, Yakuza utiliza um novo motor de jogo criado especialmente para ele. O software Autodesk Softimage também foi utilizado para auxiliar no desenvolvimento do jogo.

### Escrita
O time de desenvolvimento do jogo foi dividido em dois grupos: um escrevendo o enredo principal e o outro escrevendo as subtramas. O escritor Hase Seishū foi o escritor principal da trama central. Seishū foi trazido à empresa dois anos antes do início do desenvolvimento do jogo. Seishū era um jogador desde a época de Space Invaders, mas entre os quatro ou cinco anos anteriores a Yakuza, ele tinha perdido o interesse pela mídia, não se importando tanto com gráficos tridimensionais como se importava com as histórias. Yakuza chamou sua atenção, e ele decidiu aceitar o projeto, mesmo que ele tenha surgido em um momento conturbado de sua carreira como escritor. Nagoshi queria que os jogadores conseguissem aproveitar até mesmo o simples ato de andar por Kamurocho. Nagoshi revelou que o título do jogo, que significa "Like a Dragon" em japonês, foi sua criação; Nagoshi sentia que dragões tinham uma forte imagem, que evocaria a força de Kazuma.
Apesar de a Sega não ter um enredo em mente quando abordaram Seishū, eles esperavam que ele pudesse adicionar realismo e peso emocional às cenas. Sob a direção de Seishū, a idade de Makoto Date e Kazuma Kiryu foram alteradas. Escrever as subtramas não foi desafiador, já que não havia um padrão estrito a ser seguido. O time queria que todas as subtramas mantivessem o estilo da história principal. Muitas ideias não foram implementadas no jogo, porque os funcionários as acharam bobas. Uma subtrama que foi implementada no jogo, que envolve um homem que tenta cometer suicídio ao ser rejeitado por uma garota, foi quase removida por esse motivo.

### Localização
Localizando o jogo, a Sega investiu pesadamente em uma campanha impressa e na Internet, bem como em um elenco de dubladores composto quase inteiramente por atores cultuados como Michael Madsen, Eliza Dushku e Mark Hamill. O produtor de localização Kevin Frane relembra "quando lançamos o Yakuza original, nós sabíamos que o jogo tinha sido um sucesso no Japão, e queríamos ter certeza que de começaríamos com o pé direito quando lançássemos um produto novo e único no mercado ocidental, que traria a mesma aclamação." Entretanto, limitações técnicas tornaram impossível para o time incluir ambas faixas de áudio no disco. Scott A. Steinberg, da Sega of America, comentou "ao trazer o jogo para o mercado estadunidense, queríamos ter certeza de que as nuances sutis do jogo fossem trazidas à vida." O dublador Darryl Kurylo disse que queria soar tão bem quanto possível depois de se dizer impressionado pela caracterização de Kiryu e pelas linhas que ele tinha que entregar. Entretanto, ele lamenta que algumas linhas tenham se perdido na tradução do jogo original. Mesmo assim, Kurylo gostou da experiência a ponto de jogar o jogo várias vezes com seu filho. Para encaixar suas linhas com a animação dos lábios do personagem, Kurylo frequentemente teve que atuar uma linha em estilos diferentes. Para Kurylo, a parte mais divertida foi gravar os gritos para as cenas de luta.
| Personagem        | Dublador(a) em japonês | Dublador(a) em inglês |
| ----------------- | ---------------------- | --------------------- |
| Kazuma Kiryu      | Takaya Kuroda          | Darryl Kurylo         |
| Yumi Sawamura     | Miyako Uesaka          | Eliza Dushku          |
| Akira Nishikiyama | Kazuhiro Nakaya        | Michael Rosenbaum     |
| Shintaro Kazama   | Tetsuya Watari         | Roger L. Jackson      |
| Makoto Date       | Kazuhiro Yamaji        | Bill Farmer           |
| Masaru Sera       | Ryuji Mizuki           | Alan Dale             |
| Futoshi Shimano   | Naomi Kusumi           | Michael Madsen        |
| Haruka Sawamura   | Rie Kugimiya           | Debi Derryberry       |
| Goro Majima       | Hidenari Ugaki         | Mark Hamill           |
| Lau Ka Long       | Shinichi Takizawa      | James Horan           |
| Kyohei Jingu      | Hiroaki Yoshida        | Robin Atkin Downes    |
| Yukio Terada      | Kenji Nomura           | Gregg Berger          |
| Reina             | Junko Mihara           | Rachael Leigh Cook    |

Também houve problemas com a promoção de Yakuza antes de seu lançamento em inglês. Frane adicionou que o primeiro trailer para o jogo "foi criado utilizando uma faixa inacabada de dublagem. Isso rapidamente circulou por sites de fãs de jogos, sublinhando o que era considerado ser de baixa qualidade, mas este trailer não representava a qualidade vocal do produto final. O dano já havia sido feito, entretanto, na maior parte, e então muitos fãs provavelmente ainda não percebem isso."

### Trilha sonora
O conjunto de dois discos Ryū ga Gotoku & Ryū ga Gotoku 2 Original Sound Track (HCV-287) foi publicado pela Wave Master no Japão em 25 de janeiro de 2007. A música foi composta foi Hidenori Shoji, Sachio Ogawa, Keitaro Hanada, Fumio Ito e Yuri Fukuda. O tema de encerramento é a versão de John Newton de Amazing Grace, cantada por Eri Kawai.

## Marketing
Para financiar a cara produção do jogo, inclusive para tornar Kamurocho uma recriação realista do distrito de Kabukichō em Tóquio, a Sega contratou uma campanha de tie-in com famosas empresas japonesas. Como resultado, algumas locações do jogo, como a loja de descontos Don Quijote e os centros de jogos do Club Sega, foram modeladas com base em prédios reais.
A Sega também incrementou product placement e comerciais no jogo. Isso inclui uma colaboração com o grupo Suntory que resultou em faixas comerciais, anúncios e máquinas de vendas da Boss Coffee e latas de bebidas compráveis nas lojas de Kamurocho. Já que o grupo produz bebidas locais e distribui bebidas alcoólicas estrangeiras, todas as marcas que aparecem nos bares de pubs de Kamurocho, sendo elas Whiskey, bourbon Jack Daniel's e cerveja Carlsberg, são marcas reais da Suntory. Para promover o jogo, a Sega contratou Takashi Miike. A Sega abordou muitas empresas para tentar contratos de product placement, como empresas de carro e de vestuários. Entretanto, graças à natureza adulta de Yakuza, a maior parte das empresas recusou a oferta. A Suntory aceitou entretanto, sentindo que o demográfico adulto do jogo se sobrepunha ao demográfico adulto de seus produtos alcoólicos.
Outros product placements no jogo incluem a revista Sabra, da Shogakukan, a revista SPA!, da Fujisankei Communications Group, e figurinhas da Copa do Mundo de Clubes da Panini Group. Esse último aparece em um anúncio na televisão, junto com uma bebida da Suntory e um jogo de Mahjong da Sega, mostrado na tela do cinema de Kamurocho. Máquinas de garra UFO Catcher, da Sega, são incluídas como um minijogo, e fliperamas de Virtua Fighter 4 e SpikeOut podem ser vistos nos centros de jogos do Club Sega.

### Edições
Como parte da campanha de pré-encomenda, a primeira edição japonesa incluía dois itens; uma réplica do broche do clã Tojo (特製ピンバッジ, Tokusei Pin Baju) e uma monografia chamada Kamutai Magazine (edição de dezembro de 2005). A versão original da coleção The Best para PlayStation 2 incluía um DVD bônus com o trailer de Yakuza 2, enquanto a segunda edição (リパッケージ版, Ripakkeji Han, lit. "Edição Reembalada"), lançada durante a produção do spin-off Ryū ga Gotoku Kenzan! (龍が如く 見参！, lit. "Como um Dragão Chega!"), foi reembalada com uma capa rosa ao invés de branca e um DVD bônus com o trailer deste spin-off, uma mensagem do elenco de dublagem e uma entrevista de 20 minutos com os produtores.
Não foram lançadas edições especiais do jogo fora do Japão, mas a Sega da Europa e da América se utilizaram de marketing na Internet. Um jogo em flash foi criado, chamado CodeYakuza.com. Uma versão legendada em inglês da adaptação cinematográfica do jogo, Like a Dragon: Prologue, lançada em 2006 e dirigida por Takashi Miike, foi disponibilizada gratuitamente para download no site oficial do jogo.
Em 1 de novembro de 2012, uma remasterização em alta definição de Yakuza e Yakuza 2 intitulada Ryū ga Gotoku 1&2 HD EDITION (龍が如く 1&2 HD EDITION, lit. "Como um Dragão 1&2 EDIÇÃO HD") foi lançada para PlayStation 3 no Japão. Essa "edição HD" inclui a remasterização dos dois jogos em um único disco Blu-ray, e mais tarde como um código de download na PlayStation Store japonesa. Em 11 de dezembro de 2014, essa "edição HD" foi relançada pela coleção The Best para PlayStation 3, dedicada aos maiores sucessos de vendas no mercado japonês. Simultaneamente com este relançamento em Blu-ray, uma versão para download de 18,1GB também foi disponibilizada para compra na PlayStation Store japonesa. A edição em alta definição foi mais tarde lançada para Wii U em 8 de agosto de 2013 no Japão. Este relançamento para Wii U é notável por ser o primeiro porte da série Yakuza, até então exclusiva para consoles PlayStation, em uma plataforma não produzida pela Sony.

## Recepção
Entre críticos no ocidente, Yakuza recebeu críticas geralmente positivas, alcançando uma nota média de 75 de 100 no agregador de críticas Metacritic. A IGN elogiou seu sistema de combate e sentido de estilo, mas criticou sua jogabilidade entediante. A Newtype USA o chamou de "o sucessor espiritual adulto da série Shenmue do Dreamcast" e afirmou que o sistema de luta interessaria muitos jogadores. A GamePro também o comparou a Shenmue baseado na quantidade de subtramas. A 1UP.com viu o potencial das batalhas, porque frequentemente davam ao jogador dinheiro para comprar itens na cidade. A GameRevolution criticou a quantidade de encontros aleatórios que resultavam em uma grande quantidade de tempo de carregamento. Ela também criticou a simplicidade do sistema de batalha e alguns problemas notáveis, com a GameTrailers concordando sobre a dificuldade de centrar em um inimigo. A quantidade de missões secundárias disponíveis recebeu uma resposta favorável da crítica.
O jogo foi aclamado pelo design da cidade e pela dublagem em inglês. A GameRevolution também a elogiou dizendo "de um ponto de vista audiovisual, Yakuza é excepcionalmente bem produzido. Apesar de que as cinemáticas são todas feitas utilizando o motor de jogo, as expressões faciais complexas são incrivelmente detalhadas e expressivas, e algumas das tatuagens florais parecem boas demais para serem verdade." A UGO Networks elogiou a seriedade da história, dizendo que o jogo "respeita e aprecia a cultura yakuza e suas raízes frequentemente esquecidas no código bushido/tradição samurai" e lamentou a falta de áudio em japonês. A GameTrailers também desejou uma opção de áudio em japonês, apesar de notar o bom trabalho da dublagem em inglês. A GameZone chamou o enredo de uma "história época que vai te manter explorando o jogo cheio de criminosos e dos únicos amigos de Kazuma que vão o ajudar no caminho." A Eurogamer também comentou sobre a narrativa, elogiando o contraste entre a bondade de Kiryu e a taciturnidade de Nishikiyama.
O jogo vendeu 232.650 unidades no Japão durante 2005. Em 2006, ele vendeu mais 345.323 unidades. Graças a seu sucesso comercial no Japão, Yakuza recebeu uma edição na coleção The Best para PlayStation 2 em 26 de outubro de 2006, e um relançamento excepcional em 6 de dezembro de 2007. Suas vendas totais alcançaram 1 milhões de unidades.

### Legado
De acordo com Toshihiro Nagoshi, "[Yakuza foi um sucesso] porque há poucos títulos que diretamente retratam a cultura japonesa original. Também não há nenhum outro título que tente representar tal ponto de vista japonês com um grande orçamento." O jogo foi reconhecido por sua excelência no Japan Game Awards de 2007.
Uma sequência, Yakuza 2, foi lançada no Japão em 7 de dezembro de 2006, com a Sega prometendo um sistema de luta melhorado e mais exploração. Nagoshi comentou sobre alguns de seus objetivos com Yakuza 2, almejando criar uma história mais profunda e dramática do que a do jogo original, bem como incluir temas não explorados até então, como uma história de amor adulta.
Um remake de Yakuza, intitulado Yakuza Kiwami, foi lançado em 21 de janeiro de 2016 no Japão para PlayStation 3 e PlayStation 4. Kiwami melhorou a resolução, taxa de quadros, texturas e tempos de carregamento se comparado ao jogo original, e conteúdo adicional foi adicionado para resolver alguns pontos confusos da trama e estabelecer conexões à prequela Yakuza 0.

## Adaptações emlive action
Em 2006, Takeshi Miyasaka dirigiu a prequela Like a Dragon: Prologue (龍が如く 〜序章〜, Ryū ga Gotoku 〜Joshō〜), com o lutador de artes marciais mistas e puroreso Masakatsu Funaki como Kazuma Kiryu. Uma adaptação cinematográfica, Like a Dragon (龍が如く 劇場版, Ryū ga Gotoku Gekijō-ban, lit. "Como um Dragão Versão Filme") foi dirigida por Takashi Miike em 2007. Kazuma Kiryu foi interpretado pelo ator Kazuki Kitamura, conhecido fora do Japão por sua participação em filmes como Unagi (うなぎ), de Shōhei Imamura, Dead or Alive (DEAD OR ALIVE:犯罪者), de Takeshi Miike, e Kill Bill, de Quentin Tarantino.
Em setembro de 2020, foi relatado que a Sega estaria desenvolvendo uma adaptação em live action do jogo com a 1212 Entertainment e a Wild Sheep Content. Erik Barmack, Roberto Grande e Joshua Long seriam os produtores do filme.